# Gran Premio d'Italia 1984
Il Gran Premio d'Italia 1984 è stata la quattordicesima gara del Campionato mondiale di Formula 1 1984. Si è corsa domenica 9 settembre sul Circuito di Monza. La gara è stata vinta dall'austriaco Niki Lauda su McLaren-TAG Porsche; per il vincitore si trattò del ventiquattresimo successo nel mondiale. Ha preceduto sul traguardo due piloti italiani, su vetture italiane: Michele Alboreto su Ferrari e Riccardo Patrese su Alfa Romeo. Per l'Alfa Romeo si trattò dell'ultimo podio in una gara valida per il campionato mondiale di Formula 1.
Al quarto e quinto posto si classificarono altri due piloti austriaci, Jo Gartner su Osella-Alfa Romeo e Gerhard Berger su ATS-BMW. A entrambi, però, non vennero attribuiti punti iridati, in quanto a inizio stagione, le loro due scuderie iscrissero una sola vettura al mondiale, e perciò non potevano cogliere punti con una seconda vettura.

## Vigilia

### Sviluppi futuri
La FISA fece alcune proposte per rendere più sicuri le monoposto di F1. La federazione si concentrò sul miglioramento delle protezioni per le gambe dei piloti, introducendo l'obbligo del crash test per la parte anteriore delle vetture.

### Aspetti tecnici
Per l'appuntamento in terra brianzola, la Ferrari presentò un'evoluzione della 126 C4, nota come versione M2, caratterizzata da pance laterali allungate e da modifiche alla presa d'aria del motore. La monoposto venne, però, utilizzato solamente nelle prove, mentre in gara si preferì utilizzare il modello precedente, più affidabile. Anche la Ligier mise a disposizione di Andrea De Cesaris una nuova vettura, mentre l'Alfa Romeo utilizzò una nuova carrozzeria e una nuova sospensione anteriore.
La Lotus mise a disposizione di Elio De Angelis una vettura con cambio nuovo, con un carter più robusto, un migliore circuito di lubrificazione e elementi del pignone Hewland.

### Aspetti sportivi
Al termine del GP di Detroit, le vetture della Tyrrell erano state sottoposte a verifica. Il peso delle Tyrrell risultò regolare, ma i tecnici della federazione vollero controllare anche il serbatoio d'acqua delle vetture, all'interno del quale venne scoperto un liquido sconosciuto, nel quale galleggiavano dei pallini di piombo.

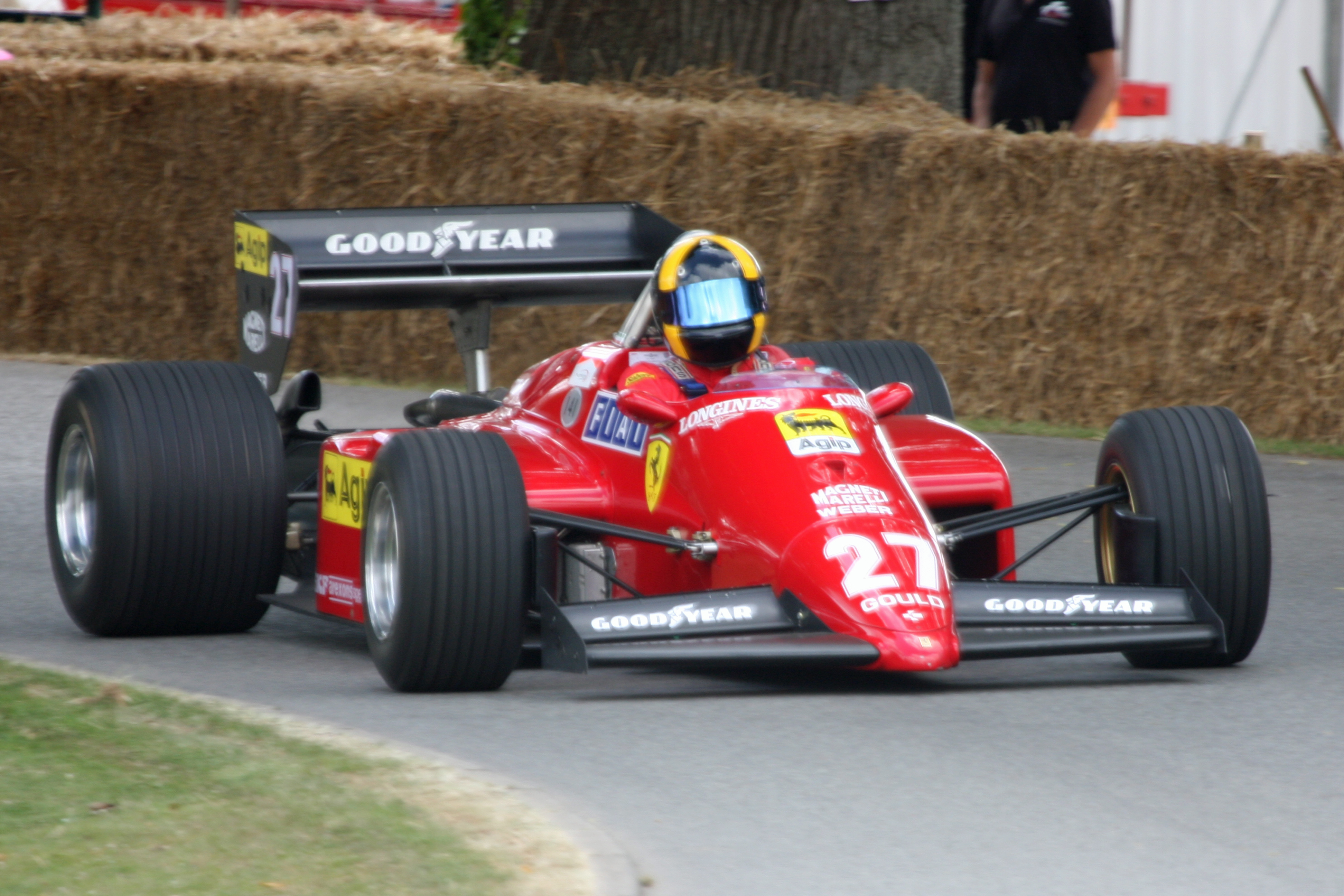
La 126 C4-M2 che la Ferrari portò al debutto a Monza

A seguito di ulteriori indagini, la Federazione scoprì che sulle vetture inglesi, durante la gara, veniva effettuato un rabbocco con questo liquido contenente pallini di piombo, che serviva per arricchire l'aria immessa sui tromboncini di aspirazione, al fine di ritardare la detonazione del motore, rendendo così possibile l'utilizzo di un maggior rapporto di compressione, ottenendo una maggiore potenza. In una riunione del 18 luglio 1984, la FISA decise di escludere la Tyrrell dalle rimanenti gare del campionato del mondo, e cancellò tutti i punti ottenuti fino al momento della squalifica. Venne deciso che i punti attribuiti ai piloti della scuderia britannica non sarebbero stati assegnati. Le vetture proseguirono a partecipare al campionato, fino al Gran Premio d'Olanda, ma la loro partecipazione fu sub judice. La squalifica della Tyrrell venne confermata dal Tribunale d'Appello della FISA, dopo una riunione del 29 agosto. La scuderia venne esclusa dai successivi gran premi, a iniziare da quello d'Italia. Per la prima volta dal Gran Premio del Sudafrica 1967 nessuna vettura iscritta a una gara del mondiale di Formula 1 era spinta da un motore Ford Cosworth.
La Toleman sospese il proprio pilota Ayrton Senna per una gara, in quanto aveva firmato un contratto con la Lotus per la stagione seguente, rendendo noto il tutto al termine del Gran Premio d'Olanda. Il team inglese, infatti, non aveva apprezzato il comportamento del proprio pilota, che voleva mantenere in squadra pure l'anno seguente, al fine di garantirsi l'appoggio di nuovi sponsor.  Il brasiliano ribatté di non aver commesso nessun atto illecito, in quanto nel contratto con il team britannico era presente una clausola che gli consentiva di liberarsi per passare a una scuderia diversa, con una penale di 100.000 sterline. Senna incaricò anche alcuni avvocati per riuscire a convincere la Toleman a farlo correre a Monza. Per il 1985 Senna era stato avvicinato anche dalla Brabham (ove però Nelson Piquet pose un veto al suo arrivo) e dalla McLaren, nel caso Niki Lauda fosse passato alla Renault.
Il posto di Senna venne preso dallo svedese Stefan Johansson (in arrivo proprio dalla Tyrrell), mentre, su una seconda vettura, riproposta in questa gara per la prima volta dopo l'incidente di Johnny Cecotto al GP di Gran Bretagna, fece il proprio esordio Pierluigi Martini. Martini aveva vinto il Campionato europeo di F3 nel 1983. All'ATS si rivide Gerhard Berger, al quale venne affidata la seconda vettura, dopo l'esordio in Austria. All'austriaco venne confermata la presenza fino a fine stagione.
In questa gara avrebbe dovuto fare il suo esordio una nuova scuderia italiana, la Minardi, già impegnata nel Campionato Europeo di Formula 2. La vettura avrebbe dovuto essere spinta da un motore Alfa Romeo, ma la monoposto non fu pronta per il gran premio.
La Benetton, poi, rinnovò per altri due anni l'accordo di sponsorizzazione con l'Alfa Romeo, fissando le entrate per il team italiano in base ai punti conseguiti l'anno successivo.
In vista della gara, gli organizzatori decisero di aumentare di settemila posti, di cui duemila coperti, la capienza dell'autodromo.

## Qualifiche

### Resoconto

Elio De Angelis su Lotus ottenne il tempo migliore nelle prove ufficiali del venerdì.

Nella prima sessione ufficiale, quella del venerdì, il pilota della Lotus Elio De Angelis ottenne il miglior tempo, precedendo le due Brabham di Nelson Piquet e Teo Fabi. Il pilota romano realizzò anche il record del circuito (in 1'28"14), venendo poi applaudito dal pubblico. Le prove, svoltesi inizialmente su pista bagnata, andata via via asciugandosi, hanno visto anche le Alfa Romeo mostrare una maggiore competitività, con Riccardo Patrese classificatosi tra i primi dieci. I due candidati al titolo, Niki Lauda e Alain Prost, invece, non forzarono le loro vetture, limitandosi a classificarsi settimo e quinto, con l'austriaco scontento, però, del rendimento del motore. Davanti a Prost si classificò Michele Alboreto, vittima di vari guasti, che lo costrinsero ad utilizzare la monoposto di riserva. Al mattino, nelle libere, l'altro pilota della scuderia italiana René Arnoux aveva rotto due motori e un cambio. Il veloce circuito monzese vide molti piloti, oltre ad Alboreto, alle prese con problemi tecnici, soprattutto al motore, come Rosberg, Cheever, Alliot e Piquet stesso.
Nel corso delle qualifiche del venerdì, a causa di cinture non ben allacciate, Niki Lauda sbatté col corpo contro un lato della sua vettura, mentre stava affrontando una variante. Ciò portò a una sublussazione di una vertebra dorsale; cosa che avrebbe consigliato alcuni giorni di riposo, ma che non lo avrebbe fatto partecipare alla gara. Grazie a un bendaggio stretto al torace poté correre, anche se l'austriaco mise comunque in dubbio la sua capacità di completare il gran premio.
Al sabato, poi, Piquet riuscì ad ottenere la miglior prestazione, abbassando ulteriormente il record del circuito (alla media di 241,153 km/h) e portandosi in pole position. Dietro al brasiliano, alla quindicesima partenza al palo nel mondiale, si classificò Prost, seguito da De Angelis e da Lauda. Brusco il peggioramento dei piloti Ferrari, con Alboreto arretrato all'undicesimo posto e René Arnoux quattordicesimo. Il francese, al termine della sessione di qualifica, dichiarò alla stampa di non riuscire a capire il comportamento della vettura e di non contare troppo su eventuali progressi la domenica. Sulla vettura di Alboreto si era verificata una perdita d'olio, mentre su quella del francese si erano verificati problemi al cambio. Per la prima volta dal 1951 le Alfa Romeo si classificarono davanti alle Ferrari. L'unico non qualificato fu Pierluigi Martini, su Toleman. François Hesnault ricevette un'ammonizione dalla direzione di corsa, in quanto, al termine delle qualifiche, effettuò ancora un giro dopo l'esposizione della bandiera a scacchi.

### Risultati
I risultati delle qualifiche furono i seguenti:
| Pos                     | Nº | Pilota             | Costruttore       | Tempo    | Griglia |
| ----------------------- | -- | ------------------ | ----------------- | -------- | ------- |
| 1                       | 1  | Nelson Piquet      | Brabham-BMW       | 1'26"584 | 1       |
| 2                       | 7  | Alain Prost        | McLaren-TAG       | 1'26"671 | 2       |
| 3                       | 11 | Elio De Angelis    | Lotus-Renault     | 1'27"538 | 3       |
| 4                       | 8  | Niki Lauda         | McLaren-TAG       | 1'28"533 | 4       |
| 5                       | 2  | Teo Fabi           | Brabham-BMW       | 1'28"587 | 5       |
| 6                       | 6  | Keke Rosberg       | Williams-Honda    | 1'28"818 | 6       |
| 7                       | 12 | Nigel Mansell      | Lotus-Renault     | 1'28"969 | 7       |
| 8                       | 15 | Patrick Tambay     | Renault           | 1'29"253 | 8       |
| 9                       | 22 | Riccardo Patrese   | Alfa Romeo        | 1'29"382 | 9       |
| 10                      | 12 | Eddie Cheever      | Alfa Romeo        | 1'29"797 | 10      |
| 11                      | 27 | Michele Alboreto   | Ferrari           | 1'29"810 | 11      |
| 12                      | 16 | Derek Warwick      | Renault           | 1'30"113 | 12      |
| 13                      | 5  | Jacques Laffite    | Williams-Honda    | 1'30"578 | 13      |
| 14                      | 28 | René Arnoux        | Ferrari           | 1'30"695 | 14      |
| 15                      | 17 | Marc Surer         | Arrows-BMW        | 1'31"108 | 15      |
| 16                      | 26 | Andrea De Cesaris  | Ligier-Renault    | 1'31"198 | 16      |
| 17                      | 19 | Stefan Johansson   | Toleman-Hart      | 1'31"203 | 17      |
| 18                      | 25 | François Hesnault  | Ligier-Renault    | 1'31"274 | 18      |
| 19                      | 18 | Thierry Boutsen    | Arrows-BMW        | 1'31"342 | 19      |
| 20                      | 31 | Gerhard Berger     | ATS-BMW           | 1'31"549 | 20      |
| 21                      | 14 | Manfred Winkelhock | ATS-BMW           | 1'32"866 | NP      |
| 22                      | 24 | Piercarlo Ghinzani | Osella-Alfa Romeo | 1'33"456 | 22      |
| 23                      | 9  | Philippe Alliot    | RAM-Hart          | 1'34"120 | 23      |
| 24                      | 30 | Jo Gartner         | Osella-Alfa Romeo | 1'34"472 | 24      |
| 25                      | 21 | Huub Rothengatter  | Spirit-Hart       | 1'34"719 | 25      |
| 26                      | 10 | Jonathan Palmer    | RAM-Hart          | 1'35"412 | 26      |
| Vetture non qualificate |    |                    |                   |          |         |
| NQ                      | 20 | Pierluigi Martini  | Toleman-Hart      | 1'35"840 | NQ      |

## Gara

### Resoconto

Il podio finale, con l'austriaco Lauda vincitore davanti ai due italiani, Alboreto, secondo, e Patrese, terzo.

Niki Lauda dovette sostituire il motore della sua vettura, mentre l'altro pilota della McLaren, Alain Prost, decise di prendere il via con il muletto. Anche Derek Warwick e Jacques Laffite furono costretti a utilizzare il muletto. Manfred Winkelhock, dopo il giro di ricognizione, a causa di un problema al cambio, decise di non prendere parte alla gara. Nel giro di formazione Marc Surer, per un problema all'alimentazione, si piantò alla Parabolica, e venne spinto ai box.
Alla partenza Nelson Piquet mantenne il comando mentre Alain Prost venne passato da Elio De Angelis, mentre Niki Lauda, scattato male, ne perse due, scivolando al sesto posto. Prost, al termine del primo giro, passò di nuovo De Angelis. Seguivano poi Patrick Tambay, Teo Fabi, Niki Lauda, Nigel Mansell e Riccardo Patrese. Nel corso del secondo giro Tambay prese la terza posizione a De Angelis.
Piquet commise un piccolo errore di guida, che lo portò a sfiorare l'uscita dal tracciato: ciò consentì a Prost e Tambay di avvicinarsi al brasiliano. De Angelis perse altre posizioni, a favore di Fabi e Lauda. Anche Riccardo Patrese commise un errore, che portò il pilota padovano a essere passato da Michele Alboreto, Eddie Cheever e Derek Warwick. La gara, al quarto giro, vive un momento decisivo per il titolo, col ritiro di Prost, per la rottura del motore. In questo giro Alboreto passò anche Mansell, che dopo due giri, venne passato anche da Cheever.
Alboreto proseguì la sua rimonta, passando, al giro 7, anche De Angelis, mentre Mansell perse altre posizioni. All'ottavo giro Teo Fabi fu autore di un testacoda alla Variante della Roggia, che gli fece perdere diverse posizioni, ma già al giro 9 Fabi passò Warwick, mentre si ritirò Keke Rosberg. La graduatoria vedeva al comando Nelson Piquet, davanti a Patrick Tambay, Niki Lauda, Michele Alboreto ed Elio De Angelis.
Fabi proseguì la sua rimonta passando Cheever poi De Angelis e, infine, anche Alboreto. Al quattordicesimo giro Mansell finì nella sabbia di una via di fuga, dopo un testacoda, che lo costrinse al ritiro. Poco dopo, per un problema al cambio, anche l'altro pilota della Lotus, De Angelis, abbandonò la gara. Al sedicesimo giro Tambay passò Piquet che, poco dopo, guadagnò i box, ove si ritirò per una perdita d'olio. Fabi, l'altro pilota della Brabham, passò Lauda, ponendosi secondo, alla spalle di Patrick Tambay.
Al giro 19 Warwick prese la quinta piazza a Cheever, mentre un problema all'acceleratore sulla Renault di Tambay permise a Fabi e Lauda di avvicinarsi al leader di gara. Fabi tentò di passare Tambay al ventottesimo giro, alla Roggia, sfiorando la collisione con la Renault. Al trentaduesimo giro abbandonò la gara anche Warwick, finito nella via di fuga alla Ascari. L'uscita di pista fu causata per una perdita di pressione dell'olio sulla sua Renault.
Fabi rallentò il suo ritmo, che consentì a Lauda di attaccare il pilota italiano. La lotta fra i due terminò al giro 40, quando Lauda passò il pilota della Brabham prima della Parabolica, mettendo anche due route sull'erba. Due giri dopo Stefan Johansson passò Cheever, e si trovò quinto, ma venne ripassato dall'italoamericano poco dopo. Al giro 43 cambiò il leader della corsa, con Niki Lauda che sorpassò Patrick Tambay alla prima di Lesmo. Il giro seguente si ritirarono sia Teo Fabi, per la rottura di una condotto dell'olio, che Tambay, per la rottura dell'acceleratore. Lauda si trovò a condurre, con ampio margine, su Alboreto, Cheever, Johansson, Patrese, Ghinzani e Gartner.
Eddie Cheever abbandonò per mancanza di carburante, mentre Johansson perse diverse posizioni per delle vibrazioni sulla sua Toleman. Lo svedese si fermò ai box per una riparazione al mozzo di una ruota. Riprese la gara comunque quinto, con un giro di margine su Gartner e Berger. Al giro 50 si ritirò anche Piercarlo Ghinzani per mancanza di benzina, mentre stava per raggiungere Patrese per il terzo posto. L'altro pilota dell'Osella, Gartner, cercò di arrivare al termine della gara con un impianto di alimentazione malfunzionante, in cui solo la pompa elettronica continuava a pescare benzina.
Niki Lauda vinse per la ventiquattresima volta nel mondiale di F1, davanti a due piloti italiani, Michele Alboreto ed Riccardo Patrese. Con Patrese l'Alfa Romeo ottenne il suo ventiseiesimo, e ultimo, podio nel mondiale. Fu anche l'ultimo podio per la casa milanese quale fornitrice di motori. Stefan Johansson giunse quarto, per la prima volta a punti, mentre i due piloti austriaci giunti tra i primi sei, Jo Gartner e Gerhard Berger, non poterono iscrivere punti iridati, in quanto le loro scuderie, Osella e ATS, avevano iscritto, a inizio stagione, una sola vettura al campionato, vettura affidata ai rispettivi compagni di scuderia.

### Risultati
I risultati del gran premio furono i seguenti:
| Pos | Nº | Pilota             | Costruttore       | Giri | Tempo/Ritiro        | Pos. Griglia | Punti  |
| --- | -- | ------------------ | ----------------- | ---- | ------------------- | ------------ | ------ |
| 1   | 8  | Niki Lauda         | McLaren-TAG       | 51   | 1h20'29"065         | 4            | 9      |
| 2   | 27 | Michele Alboreto   | Ferrari           | 51   | + 24"249            | 11           | 6      |
| 3   | 22 | Riccardo Patrese   | Alfa Romeo        | 50   | + 1 giro            | 9            | 4      |
| 4   | 19 | Stefan Johansson   | Toleman-Hart      | 49   | + 2 giri            | 17           | 3      |
| 5   | 30 | Jo Gartner         | Osella-Alfa Romeo | 49   | + 2 giri            | 24           | [ 24 ] |
| 6   | 31 | Gerhard Berger     | ATS-BMW           | 49   | + 2 giri            | 20           | [ 24 ] |
| 7   | 24 | Piercarlo Ghinzani | Osella-Alfa Romeo | 48   | Mancanza di benzina | 22           |        |
| 8   | 21 | Huub Rothengatter  | Spirit- Hart      | 48   | + 3 giri            | 25           |        |
| 9   | 23 | Eddie Cheever      | Alfa Romeo        | 45   | Mancanza di benzina | 10           |        |
| 10  | 18 | Thierry Boutsen    | Arrows-BMW        | 45   | + 6 giri            | 19           |        |
| Rit | 15 | Patrick Tambay     | Renault           | 43   | Acceleratore        | 8            |        |
| Rit | 2  | Teo Fabi           | Brabham-BMW       | 43   | Motore              | 5            |        |
| Rit | 17 | Marc Surer         | Arrows-BMW        | 43   | Motore              | 15           |        |
| Rit | 16 | Derek Warwick      | Renault           | 31   | Pressione dell'olio | 12           |        |
| Rit | 10 | Jonathan Palmer    | RAM-Hart          | 20   | Pressione dell'olio | 26           |        |
| Rit | 1  | Nelson Piquet      | Brabham-BMW       | 15   | Motore              | 1            |        |
| Rit | 11 | Elio De Angelis    | Lotus-Renault     | 14   | Cambio              | 3            |        |
| Rit | 12 | Nigel Mansell      | Lotus-Renault     | 13   | Testacoda           | 7            |        |
| Rit | 5  | Jacques Laffite    | Williams-Honda    | 10   | Turbo               | 13           |        |
| Rit | 6  | Keke Rosberg       | Williams-Honda    | 8    | Turbo               | 6            |        |
| Rit | 26 | Andrea De Cesaris  | Ligier-Renault    | 7    | Motore              | 16           |        |
| Rit | 25 | François Hesnault  | Ligier-Renault    | 7    | Testacoda           | 18           |        |
| Rit | 9  | Philippe Alliot    | RAM-Hart          | 6    | Problemi elettrici  | 23           |        |
| Rit | 28 | René Arnoux        | Ferrari           | 5    | Cambio              | 14           |        |
| Rit | 7  | Alain Prost        | McLaren-TAG       | 3    | Motore              | 2            |        |
| NP  | 14 | Manfred Winkelhock | ATS-BMW           | 0    | Cambio              | 21           |        |
| NQ  | 20 | Pierluigi Martini  | Toleman-Hart      |      |                     |              |        |

## Classifiche

### Piloti
| Pos. | Pilota             | Punti |
| ---- | ------------------ | ----- |
| 1    | Niki Lauda         | 63    |
| 2    | Alain Prost        | 53,5  |
| 3    | Elio De Angelis    | 32    |
| 4    | René Arnoux        | 25    |
| 5    | Nelson Piquet      | 24    |
| 6    | Derek Warwick      | 23    |
| 7    | Michele Alboreto   | 21,5  |
| 8    | Keke Rosberg       | 20,5  |
| 9    | Nigel Mansell      | 13    |
| 10   | Patrick Tambay     | 11    |
| 11   | Ayrton Senna       | 9     |
| 12   | Teo Fabi           | 9     |
| 13   | Riccardo Patrese   | 7     |
| 14   | Jacques Laffite    | 5     |
| 15   | Thierry Boutsen    | 5     |
| 16   | Eddie Cheever      | 3     |
| 17   | Andrea De Cesaris  | 3     |
| 18   | Stefan Johansson   | 3     |
| 19   | Piercarlo Ghinzani | 2     |
| 20   | Marc Surer         | 1     |

### Costruttori
| Pos. | Team              | Punti |
| ---- | ----------------- | ----- |
| 1    | McLaren-TAG       | 116,5 |
| 2    | Ferrari           | 46,5  |
| 3    | Lotus-Renault     | 45    |
| 4    | Renault           | 34    |
| 5    | Brabham-BMW       | 33    |
| 6    | Williams-Honda    | 25,5  |
| 7    | Toleman-Hart      | 12    |
| 8    | Alfa Romeo        | 10    |
| 9    | Ligier-Renault    | 3     |
| 10   | Arrows-Ford       | 3     |
| 11   | Arrows-BMW        | 3     |
| 12   | Osella-Alfa Romeo | 2     |